# Убийство в «Восточном экспрессе» (фильм, 2017)
«Уби́йство в „Восто́чном экспре́ссе“» (англ. Murder on the Orient Express) — американский фильм в жанре детективной драмы режиссёра Кеннета Браны, снятый по одноимённому роману Агаты Кристи о бельгийском сыщике Эркюле Пуаро, раскрывающем убийство, произошедшее в поезде. В главных ролях — Кеннет Брана, Пенелопа Крус, Уиллем Дефо, Джуди Денч, Оливия Колман, Джонни Депп, Мишель Пфайффер, Джош Гэд и Дейзи Ридли.
Мировая премьера фильма состоялась 2 ноября 2017 года, в России — 9 ноября 2017 года. Фильм получил смешанные отзывы от кинокритиков, которые высоко оценили игру актёров и производство, но подвергли критике обилие сюжетных нововведений.

## Сюжет
Иерусалим, 1934 год. Знаменитого бельгийского сыщика Эркюля Пуаро (Кеннет Брана) просят раскрыть загадочное преступление. Перед тем как провозгласить итоги расследования, Пуаро пытается позавтракать. Ему доставляют яйца, но Пуаро недоволен тем, что они неодинакового размера. В конечном итоге он отказывается от завтрака и отправляется к Стене Плача. Из Храма Гроба Господня похитили реликвию, в краже подозревают раввина, имама и священника. Преступник оставил улики в виде следов дорогой обуви. Бедные служители культа не могут позволить себе такую, зато подобные ботинки носит главный инспектор полиции, а ему выгодно разжигать межконфессиональную рознь. При обыске в его доме найдена похищенная ценность. Преступник пытается бежать, но при помощи Пуаро его удаётся схватить.
Пуаро переправляется в Стамбул. На пароме он встречает темнокожего доктора Арбэтнота (Лесли Одом-мл.) и гувернантку мисс Мэри Дебенхэм (Дейзи Ридли). Из их разговора сыщику становится понятно, что пару связывают тесные отношения. В Стамбуле Пуаро встречает начальника «Восточного экспресса» и своего старого и верного друга месье Бука (Том Бейтман). И хотя все места заняты, месье Бук любезно находит для него место в вагоне. В поезде к Пуаро обращается очень неприятный на лицо американец Эдвард Рэтчетт (Джонни Депп). Он просит знаменитого сыщика защитить его. Рэтчетт рассказывает, что торгует антиквариатом, в деле разбирается не очень хорошо, и потому некоторые его клиенты недовольны качеством приобретённого товара. У него много врагов, которые ему угрожают. Кажется, это его итальянские клиенты. Рэтчетт предлагает Пуаро большую сумму за защиту, но Пуаро отказывает в услуге: его дело ловить преступников, а не защищать гангстеров, торгующих подделками, от других бандитов.
Ночь для Пуаро проходит беспокойно. Он выглядывает в коридор, видит там Кэролайн Хаббард (Мишель Пфайффер), проводник Пьер Мишель (Марван Кензари) стучит в купе Рэтчетта, кто-то в красном кимоно пробегает по вагону. С горы, мимо которой едет поезд, сходит лавина, поезд сходит с рельсов. Пассажиры обеспокоены. Мсье Бук успокаивает их: на станции скоро обнаружат опоздание экспресса и отправят бригаду спасателей, которые освободят поезд из снежного плена. А пока пассажиры могут оставаться в тепле. Голод им тоже не грозит.
Камердинер Эдвард Мастерман (Дерек Джекоби) приносит Рэтчетту завтрак. На стук никто не отзывается. Пуаро предлагает позвать начальника поезда и доктора, вскрывает купе и обнаруживает там мёртвого Рэтчетта. На его теле 12 ножевых ранений. Стрелка разбитых часов показывает около двух, на полу обнаружен платок с монограммой «Н» и ёршик для трубки. Пуаро выясняет, что убитого на самом деле звали Кассетти. Это преступник, который несколько лет назад похитил Дейзи, дочь знаменитого американского лётчика Джона Армстронга. Армстронги заплатили злоумышленнику выкуп, но девочка была убита. Мать Дейзи Соня после этого умерла во время преждевременных родов, отец застрелился. Обвинённая в пособничестве похитителю горничная тоже покончила с собой.
Под подушкой револьвер Рэтчетта, в чашке с остатками кофе следы барбитала. Окно купе открыто. Пуаро берётся за расследование. Он требует данные обо всех пассажирах. Первым он допрашивает Гектора МакКуина (Джош Гэд) — секретаря Рэтчетта. Тот говорит, что он юрист, помогал покойному в торговле антиквариатом, оформлял все сделки. У Рэтчетта было много врагов. Сам МакКуин имеет алиби: он допоздна просидел за выпивкой с доктором Арбэтнотом.
Вдова Кэролайн Хаббард сообщает сыщику, что в её купе ночью заходил мужчина, она обнаружила на своей постели оторванную пуговицу от кителя проводника.
Пуаро допрашивает камердинера Эдварда Мастермана. Выясняется, что тот болен раком, жить ему осталось недолго. Сыщик также допрашивает миссионерку Пилар Эстравадос (Пенелопа Крус). Та рассказывает, что ночью выходила из купе за аспирином, около 11 видела Рэтчетта живым. Затем Пуаро беседует с профессором Хардманом (Уиллем Дефо), с бизнесменом Бениамино Маркесом (Мануэль Гарсиа Рульфо), княгиней Натальей Драгомировой (Джуди Денч), её компаньонкой Хильдегардой (Оливия Колман) и гувернанткой Мэри Дебенхэм.
Пуаро и Бук ищут форму проводника с оторванной пуговицей и красное кимоно. Форма найдена в вещах Хильдегарды, кимоно — в чемодане самого Пуаро. Рукав кителя пахнет бурбоном. Подозрение падает на сильно пьющего МакКуина. Сыщик видит, как секретарь выбегает из вагона и сжигает на улице какие-то бумаги. МакКуин схвачен, сыщик просматривает не до конца сгоревшие бумаги, это счета Рэтчетта. У МакКуина обнаружен мотив: он обманывал своего босса. Но алиби МакКуина подтверждает доктор Арбэтнот. Они просидели за выпивкой до двух часов ночи. Доктор — единственный из пассажиров, кто курит трубку. Как его ёршик для прочистки трубки оказался в купе убитого? Ответа сыщик не получает. Арбэтнот также не желает объяснять, как он познакомился с Мэри Дебенхэм.
Пуаро выясняет, что отец МакКуина был прокурором, который засудил горничную по делу Армстронгов. После этого его затравила пресса. Однако секретарь говорит, что не знал, что Рэтчетт — это Кассетти.
Из купе Хаббард раздаются крики. Кто-то вонзил в спину женщины кинжал, но никакие жизненно важные органы не пострадали.
Пуаро допрашивает чету Андрени. У них дипломатические паспорта, но в документах супруги подчищено имя. Пуаро выясняет, что в девичестве она носила фамилию Гольденберг. Она — сестра покойной Сони Армстронг. Хелена Андрени чем-то напугана, она не спит ночами и поэтому принимает барбитал в больших дозах. После разоблачения Хелены, её муж Рудольф с яростью выталкивает Пуаро из купе.
Пуаро разоблачает профессора Герхарда Хардмана. Он никакой не австриец, а наполовину еврей. Тот признаётся, что работает в агентстве Пинкертона и выполнял поручение по охране Рэтчетта. Но Пуаро, по его револьверу, уличает его в новом обмане. Тот долгое время служил в полиции, и в него была влюблена горничная, обвинённая в похищении Дейзи Армстронг.
Пути расчищают. Пассажиров отправляют в туннель, чтобы поставить локомотив на рельсы. Пуаро беседует с Мэри Дебенхэм. Она служила гувернанткой в семье Армстронгов. Значит, это она организовала из мести убийство Рэтчетта. Мэри признаётся в том, что ненавидела похитителя Дейзи. Раздаётся выстрел. Доктор Арбэтнот ранит Эркюля Пуаро. Он утверждает, что Мэри ни при чём, это он убил преступника. Джон Армстронг был его другом, командиром. Он поспособствовал тому, что Арбэтнот получил медицинское образование после того, как демобилизовался из армии. По мнению Арбэтнота, такой негодяй, как Кассетти, не достоин суда. Пуаро ловко расправляется с Арбэтнотом и требует не входить в поезд.
Пуаро выходит из поезда, идёт к туннелю. Там собрались все пассажиры злополучного вагона. Он предлагает 2 версии преступления. Первая версия вызывает недовольство Бука, заявившего, что версия приносит больше вопросов, нежели ответов. Во второй Пуаро заявляет, что обвиняет всех в причастности к убийству. У всех был мотив. Княгиня Наталья Драгомирова, чей платок с монограммой найден в купе Рэтчетта, была крёстной Дейзи и большой поклонницей актёрского таланта её бабушки, проводник был братом несчастной горничной. Мастерман признаётся, что служил в армии денщиком Армстронга, отец Маркеса служил в семье Армстронгов шофёром. А Кэролайн Хаббард на самом деле бабушка Дейзи — актриса Линда Арден. Хелена Андрени — её вторая дочь, сестра Сони. Линда берёт вину за организацию убийства на себя, объясняя это тем, что ей больше нечего терять. Ножевые ранения убийце нанесли по очереди 12 человек. Пуаро говорит, что выдаст убийц властям, так что пусть лучше они сами его убьют. Линда Арден хватает револьвер, но пытается совершить самоубийство из-за ужаса и терзаний от смерти Дейзи. К счастью, револьвер оказался незаряженным, и миссис Арден осталась жива.
Поезд приходит на станцию. Его ожидает полиция. Пуаро заявляет пассажирам, что сообщит полиции версию о том, что убийство Рэтчетта — дело рук неизвестного, который зашёл в вагон на станции, а потом скрылся в неизвестном направлении. Поезд уходит. Пуаро остаётся на станции, чтобы уладить формальности. К нему подходит полицейский и сообщает, что сыщика срочно просят прибыть в Египет. На Ниле совершено убийство. Пуаро принимает это предложение и уезжает в Египет.

## В ролях
- Кеннет Брана — Эркюль Пуаро
- Мишель Пфайффер — миссис Кэролайн Хаббард / Линда Арден
- Джонни Депп — Эдвард Рэтчетт / Ланфранко Кассетти
- Дэйзи Ридли — Мэри Дебенхэм
- Джуди Денч — княгиня Наталья Драгомирова
- Пенелопа Крус — Пилар Эстравадос
- Уиллем Дефо — профессор Герхард Хардман / Сайрус Хардман
- Джош Гэд — Гектор Маккуин
- Оливия Колман — Хильдегарда Шмидт
- Дерек Джекоби — Эдвард Мастерман
- Сергей Полунин — граф Андрени
- Лесли Одом-мл. — доктор Арбэтнот
- Люси Бойнтон — графиня Андрени
- Марван Кензари — Пьер Мишель
- Том Бейтман — мсье Бук
- Мануэль Гарсиа Рульфо — Беньямино Маркез

Персонажа Пенелопы Крус в романе зовут Грета Ольсон, а не Пилар Эстравадос, но последняя присутствует в другом романе Кристи «Рождество Эркюля Пуаро».

## Маркетинг
1 июня 2017 года вышел первый трейлер. 21 сентября 2017 года вышел второй трейлер. Бюджет картины составил 55 млн долларов. Кассовые сборы смогли окупить бюджет, составив 352 789 811 $.

## Продолжение
В феврале 2018 года кинокомпания 20th Century Fox подтвердила, что будет снят сиквел фильма, основанный на романе Агаты Кристи «Смерть на Ниле». Премьера фильма после нескольких переносов состоялась в феврале 2022 года; Кеннет Брана сохранил кресло режиссёра и снова исполнил роль Эркюля Пуаро.
В 2022 году началась работа над третьим фильмом по мотивам романа Агаты Кристи «Вечеринка в Хэллоуин». Как и в предыдущих двух картинах роль сыщика сыграет сам режиссёр — Кеннет Брана. Премьера состоялась 15 сентября 2023 года.